# دراق محمد باشا
دراق محمد باشا (بالتركية: Durak Mehmed Paşa)‏ هو سياسي عثماني، تولى منصب قبطان باشا البحرية العثمانية (أدميرال). 

## مناصبه
تولى المناصب التالية:
- قبطان باشا (يناير 1751–أكتوبر 1752)

## أنظر أيضا
- قائمة قباطين البحر العثمانيين.